# Donaustauf

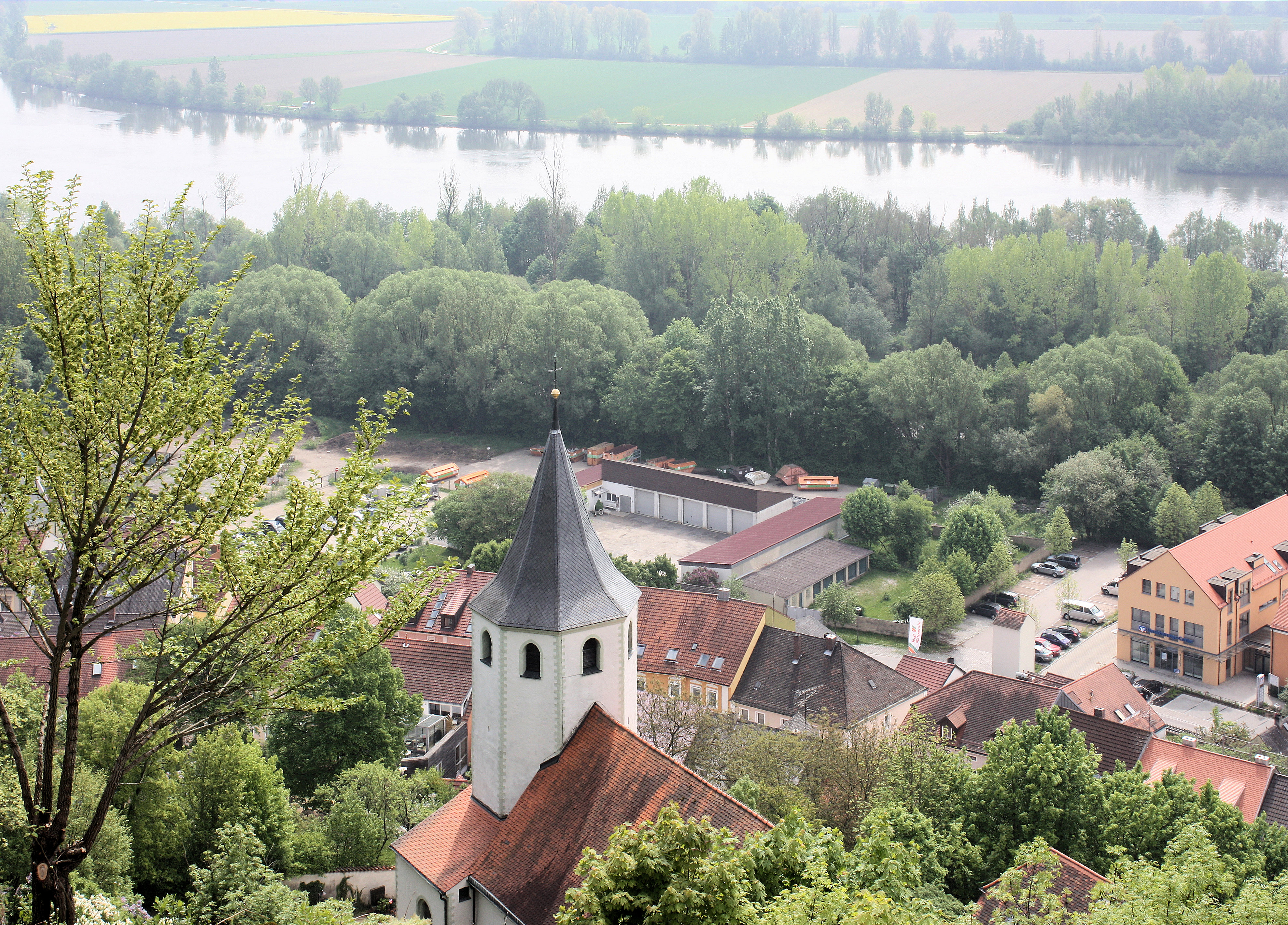
Veduta dalle rovine del castello alla chiesa di San Michele e al Danubio

Donaustauf è un comune tedesco di 4 190 abitanti, situato nel land della Baviera.